# Почтарь, Василий Кириллович
Василий Кириллович Почтарь (20 февраля 1926, Яланец, Тульчинский округ — 26 июля 2016, Керчь) — советский работник рыбной отрасли, бригадир рыболовецкой бригады Керченского рыбокомбината, Герой Социалистического Труда (1971).

## Биография
В 1944—1950 гг. служил в армии. Во время Великой Отечественной войны — сапёр 220-го отдельного сапёрного батальона 173-й стрелковой дивизии 3-го Белорусского фронта. Был дважды ранен. 
После войны служил в частях ВМФ в Севастополе и станице Тамань. Принимал участие в разминировании Керченского пролива.
Уволившись в запас в 1950 году, приехал жить в Керчь. Работал рыбаком, с 1952 г. бригадир рыболовецкой бригады Керченского рыбокомбината на острове Тузла.
Возглавляемая им бригада за 8-ю пятилетку выловила столько керченской сельди, что её хватило бы на изготовление 866 тыс. банок консервов. 

## Награды и звания
Герой Социалистического Труда — Указом Президиума Верховного Совета СССР от 26 апреля 1971 года «за выдающиеся успехи, достигнутые в выполнении заданий пятилетнего плана по развитию рыбного хозяйства» с вручением ордена Ленина и золотой медали Серп и Молот.
Награждён орденами Ленина (1971), Отечественной войны I степени (1945), Отечественной войны II степени (1985), Трудового Красного Знамени (1963), Красной Звезды, Трудовой Славы 3-й степени (1976), медалями, в том числе «За отвагу» (1945).
Почётный гражданин города-героя Керчь (2001).

## Примечания

Могила Почтаря на городском кладбище Керчи.